# アルベリーコ2世
アルベリーコ2世（Alberico II di Spoleto, 912年頃 - 954年8月31日）は、10世紀ローマにおいて最も権力を振るった貴族の一人。

## 生涯
アルベリーコ2世は、スポレート公アルベリーコ1世と、トゥスクルム伯テオフィラットの娘マロツィアの間の息子である。936年以後にイタリア王ウーゴの娘アルダと結婚した。
932年、母マロツィアとイタリア王ウーゴの結婚式を襲撃し、ウーゴをローマから追放し、アルベリーコはローマの支配者となった。アルベリーコは母マロツィアと兄教皇ヨハネス11世を牢獄に幽閉し、ポルノクラシーの時代が終わった。
22年間、アルベリーコは「全ローマのプリンケプスおよび元老院議員（princeps ac senator omnium Romanorum）」としてローマを支配した。アルベリーコの支配下で、ローマの秩序と品位が元に戻った。951年、アルベリーコは東フランク王オットー1世が皇帝への戴冠のためローマに入ろうとするのを拒否した。統治下の教皇（レオ7世、ステファヌス8世、マリヌス2世、アガペトゥス2世）は全て、アルベリーコにより擁立された。954年、ローマ貴族らに、次の教皇にアルベリーコの息子オクタヴィアヌスを就けることを誓約させた。オクタヴィアヌスは翌955年、ヨハネス12世として教皇位に就いたが、最も教皇にふさわしくない人物の一人であった。